# سندی پسی
سندی پسی (انگلیسی: Sandy Posey؛ ۱۸ ژوئن ۱۹۴۴ – ۲۰ ژوئیهٔ ۲۰۲۴) خواننده و موسیقی‌دان اهل ایالات متحده آمریکا بود.